# 波特斯維爾 (新澤西州)
波特斯維爾（英語：Pottersville）是位於美國新澤西州亨特登縣、摩里斯縣及薩默塞特縣的普查規定居民點。

## 人口
根據2020年美國人口普查的數據，波特斯維爾的面積為2.38平方千米，當中陸地面積為2.36平方千米，而水域面積為0.02平方千米。當地共有人口467人，而人口密度為每平方千米196.22人。